# Проєктна організація
Проєктна організація — це різновид господарських організацій, які входять до будівельного комплексу країни, регіонів, галузей народного господарства і предметом діяльності яких є виробництво на замовлення та реалізація проєктної продукції.
Капітальне будівництво як інвестиційна діяльність щодо виробництва і відтворення основних фондів складається з двох основних стадій:
- проєктування (розробка інвестиційного проєкту будівництва);
- будівництво (реалізація інвестиційного проєкту).

Одним із видів суб'єктів цієї діяльності є проєктні організації.

## Види
Проєктні організації розрізняються не лише за формами власності, на базі якої функціонують, за організаційно-правовими формами та за характером діяльності, але й залежно від видів об'єктів, для яких розробляються інвестиційні проєкти (за галузевою ознакою). Відповідно до останнього критерію розрізняють такі види проєктних організацій:
- а) трести та інститути інженерно-будівельних досліджень, які виконують роботи щодо дослідження технічних, економічних, природно-кліматичних умов районів будівництва; ці організації обслуговують економічні й адміністративні райони України;
- б) галузеві проєктні організації, що спеціалізуються на проєктуванні об'єктів тих галузей народного господарства, до складу яких вони входять (наприклад, Державний інститут проєктування металургійних заводів);
- в) проєктні організації будівельного проєктування, що входять до складу будівельних господарських об'єднань чи належить до дочірніх підприємств будівельних холдингових компаній та розробляють проєкти (або їхні частини) тих об'єктів будівництва, що здійснюються учасниками господарського об'єднання або дочірніми підприємствами холдингової компанії, до системи якої належить така проєктна організація;
- г) проєктні організації, що виконують містобудівні та житлово-цивільні інвестиційні проєкти (містбудпроєкти, типогради тощо);
- д) проєктні організації аграрно-промислового комплексу, що діють за територіальною ознакою і обслуговують певні регіони (області) України (Київ-агропроєкт, наприклад). Раніше це були змішані державно-кооперативні організації. В зв'язку з приватизаційними процесами державна частка в майні таких організацій приватизується і вони перетворюються, як правило, на відкриті акціонерні товариства.

## Проєктна продукція
Проєктна продукція — це специфічні результати інтелектуальної і фізичної праці колективів проєктних організацій чи фізичної особи-підприємця, що мають ліцензії на виконання проєктних робіт. Матеріальним виразом проєктної продукції є закінчені виробництвом підрядної проєктної організації інвестиційні проєкти, окремі види та комплекси робіт та інші результати її діяльності, виконані відповідно до норм проєктування та договірних умов і прийняті замовником.
Проєктна продукція неоднорідна. Розрізняють такі її види:
- закінчений виробництвом і прийнятий замовником інвестиційний проєкт будівництва в цілому, укомплектований відповідно до норм проєктування;
- технологічно самостійні частини інвестиційного проєкту;
- передпроєктні розробки, робочий проєкт, робочі креслення, спеціальні креслення та інші види проєктної продукції;
- окремі види спеціальних робіт проєктної організації, а саме:
  - результати обмірно-вишукувальних робіт на об'єктах, що підлягають реновації (розширенню, реконструкції, капітальному ремонту, реставрації);
  - гідротехнічні та інші спостереження, нагляд за об'єктом, що будується;
  - авторський нагляд проєктних організацій за будівництвом.